# Juan Carlos Plata
Juan Carlos Plata (Ciudad de Guatemala, 1 de enero de 1971) es un exjugador profesional de fútbol que jugó toda su carrera en el Club Social y Deportivo Municipal, siendo uno de los jugadores emblemáticos tanto del club como de la Selección de fútbol de Guatemala.
Es el máximo goleador de Municipal y es considerado por algunos como el mejor jugador de la historia de Guatemala hasta la fecha, pues tiene el récord de más goles anotados; fue máximo goleador mundial en activo en ligas de primera división según la IFFHS con un total de 287 goles en 513 partidos, y terminó su carrera con un total de 411 goles y segundo lugar en ese ranking.
Tras su retiro fue miembro del Cuerpo Técnico del Club Municipal y en 2014 fue seleccionado por la FIFA para entregarle un premio a Lionel Messi por ser el jugador del partido entre las selecciones de Argentina y Suiza en la Copa Mundial 2014.

## Biografía
Plata fue un jugador profesional de fútbol del Club Social y Deportivo Municipal. Su actividad deportiva ha estado ligada a todas las facetas de su vida, pues por intermedio de ella conoció a su esposa, hizo su propia línea de ropa y abrió su propio restaurante —«El Rincón del Pin». En 2000 falleció su padre, Juan Plata, un hecho que marcó su vida y su carrera.
Juan Carlos era parte de una familia de cinco hermanos y una hermana, y en su adolescencia la necesidad de ayudar en su casa a sus padres lo hizo trabajar, situación que no le permitió continuar con sus estudios.
Plata aprendió el oficio de panadero y también trabajó en una imprenta y combinaba sus labores con la práctica del futbol. Cuenta el mismo Juan Carlos, que durante esos días se desvelaba para cumplir con sus obligaciones laborales para tener el permiso de sus superiores para poder ir a entrenar con las fuerzas básicas de Municipal.
La oportunidad de jugar a nivel profesional le llegó de manera accidentada, debido a que varios jugadores del equipo mayor de Municipal quedaron fuera y por esa razón varios futbolistas de la categoría especial -categoría sub-20- debutaron en la Liga Nacional, entre ellos el "Pin" Plata, apodo que le quedó desde pequeño cuando perdió el pin de su reloj y sus amigos lo molestaban con eso.
Juan Carlos Plata casado con Paty Franco y padre de Juan Carlos, Juan de Marco e Ivanna
El 6 de noviembre del 2014 recibió el diploma de nivel medio que lo acredita como Bachiller en Ciencias y Letras.

## Carrera
Inició su carrera en 1984, jugando para «Juventud Olímpica» del Barrio San Antonio de la Ciudad de Guatemala. Un cazatalentos de Municipal llegó a ver jugar a uno de sus hermanos, pero quedó impresionado con Plata. De esta manera, fue llevado a las ligas inferiores de Municipal.
En 1988 debutó con el equipo de la Liga Mayor bajo la dirección del entrenador Rubén Amorín; en ese torneo marcó ocho goles, siendo primer gol con Municipal el que anotó contra Juventud Retalteca. La carrera de Plata fue exitosa a partir de ese momento, siendo muy importante no sólo para el Club Municipal, sino que para la Selección de Guatemala. El 4 de agosto de 2005 anotó dos goles contra el Árabe Unido de Panamá por el torneo de la UNCAF, convirtiéndose en el máximo anotador de Municipal en torneos internacionales, acumulando 33 goles.  Y el 17 de mayo de 2009, Plata rompió el récord de mayor cantidad de goles de las ligas de Primera División en Guatemala, rebasando los cuatrocientos goles; esa fecha fue muy importante para su club, ya que además se celebraba el septuagésimo tercer aniversario del Club Municipal. Plata anotó el gol en la primera mitad del partido, después de un pase que le hizo el volante de contención, Sergio Guevara, al cruzar el balón con un derechazo y vencer al guardameta Ricardo Trigueño Foster.
En el 2010 jugó solamente seis meses con Municipal y después de la temporada del Torneo Apertura 2010 decidió retirarse del fútbol profesional, después de haber jugado durante veinte años. El 9 de enero de 2011 se jugó su partido de despedida en el estadio Mateo Flores.
Durante el mundial del Brasil 2014 Juan Carlos Plata entregó el trofeo "Hombre del Partido Budweiser" al argentino Lionel Messi, tras el triunfo de la albiceleste sobre Suiza para avanzar a cuartos de final.
En octubre del 2012 es contratado como entrenador de delanteros del Club Social y Deportivo Municipal como apoyo del entrenador Ramón Maradiaga, cargo que ocupó hasta su renuncia el 4 de diciembre de 2015.
En enero del 2016 se convirtió en el asistente técnico de la selección nacional de Guatemala Walter Claverí.
El 23 de marzo de 2017 fue confirmado como el nuevo director técnico del Deportivo Mixco de la Primera División del fútbol guatemalteco. Dejando al equipo en noveno puesto con 16 puntos pero con 40 puntos en la tabla acumulada ocupando la zona de repechaje para descender a Segunda división.
En mayo del 2018 es confirmado como integrante de la comisión normalizadora de la Fedefut a fin de cumplir con las exigencias de la FIFA para que sea levantada la suspensión que pesa sobre Guatemala desde octubre de 2016.
En el 2018 participó en un partido de leyendas que organiza al Fifa, previo al Mundial.

### Selección de Guatemala
- Debutó con la Selección de fútbol de Guatemala el 14 de enero de 1996, anotó su primer gol el 27 de marzo de 1996 frente a la Selección de fútbol de Venezuela.
- Es el segundo máximo anotador de la Selección, solo por detrás de Carlos Ruiz quien tiene sesenta goles.
- El gol más importante en la carrera de Plata se lo anotó a la Selección de fútbol de Brasil el 5 de febrero de 1998 disputando la Copa Oro 1998, logrando el primer empate en la historia de Guatemala sobre un equipo gigante como Brasil y considerado el mejor partido de la Selección de Guatemala hasta ahora.
- Es el cuarto jugador guatemalteco en haber vestido en más ocasiones la camisola de la Selección, con 87 apariciones, por detrás de Guillermo Ramírez (103), Gustavo Cabrera Marroquín (101) y Carlos Ruiz (92).

#### Goles con la Selección de Guatemala
Resumen de Goles con la Selección de Guatemala:
- Clasificación para la Copa Mundial de Fútbol: 7 goles
- Amistosos: 16 goles
- Copa de Oro: 4 goles
- Copa UNCAF: 8 goles
- Total de goles: 35 goles

| #  | Fecha                   | Lugar                           | Rival             | Resultado | Competición                                    |
| 1  | 27 de marzo de 1996     | Ciudad de Guatemala, Guatemala  | Venezuela         | 3-0       | Amistoso                                       |
| 2  | 27 de marzo de 1996     | Ciudad de Guatemala, Guatemala  | Venezuela         | 3-0       | Amistoso                                       |
| 3  | 5 de mayo de 1996       | Diriamba, Nicaragua             | Nicaragua         | 1-0       | Clasificación de Concacaf para el Mundial 1998 |
| 4  | 10 de mayo de 1996      | Ciudad de Guatemala, Guatemala  | Nicaragua         | 2-1       | Clasificación de Concacaf para el Mundial 1998 |
| 5  | 10 de mayo de 1996      | Ciudad de Guatemala, Guatemala  | Nicaragua         | 2-1       | Clasificación de Concacaf para el Mundial 1998 |
| 6  | 18 de agosto de 1996    | Los Ángeles, Estados Unidos     | Honduras          | 1-1       | Amistoso                                       |
| 7  | 24 de noviembre de 1996 | Los Ángeles, Estados Unidos     | Costa Rica        | 1-0       | Clasificación de Concacaf para el Mundial 1998 |
| 8  | 21 de diciembre de 1996 | San Salvador, El Salvador       | Estados Unidos    | 2-2       | Clasificación de Concacaf para el Mundial 1998 |
| 9  | 20 de febrero de 1997   | Fresno, Estados Unidos          | México            | 1-1       | Amistoso                                       |
| 10 | 16 de abril de 1997     | Ciudad Guatemala, Guatemala     | Costa Rica        | 1-1       | Copa Uncaf 1997                                |
| 11 | 20 de abril de 1997     | Ciudad Guatemala, Guatemala     | Nicaragua         | 6-1       | Copa Uncaf 1997                                |
| 12 | 20 de abril de 1997     | Ciudad Guatemala, Guatemala     | Nicaragua         | 6-1       | Copa Uncaf 1997                                |
| 13 | 25 de abril de 1997     | Ciudad Guatemala, Guatemala     | Honduras          | 1-0       | Copa Uncaf 1997                                |
| 14 | 5 de febrero de 1998    | Miami, Estados Unidos           | Brasil            | 1-1       | Copa Oro 1998                                  |
| 15 | 8 de febrero de 1998    | Los Ángeles, Estados Unidos     | Jamaica           | 2-3       | Copa Oro 1998                                  |
| 16 | 17 de noviembre de 1998 | Los Ángeles, Estados Unidos     | Honduras          | 3-3       | Amistoso                                       |
| 17 | 18 de noviembre de 1998 | Los Ángeles, Estados Unidos     | México            | 2-2       | Amistoso                                       |
| 18 | 18 de noviembre de 1998 | Los Ángeles, Estados Unidos     | México            | 2-2       | Amistoso                                       |
| 19 | 28 de julio de 1999     | Los Ángeles, Estados Unidos     | El Salvador       | 2-0       | Amistoso                                       |
| 20 | 15 de febrero de 2000   | Los Ángeles, Estados Unidos     | Trinidad y Tobago | 2-4       | Copa Oro 2000                                  |
| 21 | 7 de mayo de 2000       | San Salvador, El Salvador       | El Salvador       | 1-1       | Clasificación de Concacaf para el Mundial 2002 |
| 22 | 18 de junio de 2000     | Ciudad de Guatemala, Guatemala  | Antigua y Barbuda | 8-1       | Clasificación de Concacaf para el Mundial 2002 |
| 23 | 18 de junio de 2000     | Ciudad de Guatemala, Guatemala  | Antigua y Barbuda | 8-1       | Clasificación de Concacaf para el Mundial 2002 |
| 24 | 3 de julio de 2000      | Ciudad de Guatemala, Guatemala  | Haití             | 4-1       | Amistoso                                       |
| 25 | 3 de julio de 2000      | Ciudad de Guatemala, Guatemala  | Haití             | 4-1       | Amistoso                                       |
| 26 | 21 de enero de 2002     | Pasadena, Estados Unidos        | México            | 3-1       | Copa Oro 2002                                  |
| 27 | 8 de julio de 2003      | Ciudad de Guatemala, Guatemala  | El Salvador       | 2-1       | Amistoso                                       |
| 28 | 5 de septiembre de 2004 | Ciudad de Guatemala, Guatemala  | Costa Rica        | 2-1       | Clasificación de Concacaf para el Mundial 2006 |
| 29 | 5 de septiembre de 2004 | Ciudad de Guatemala, Guatemala  | Costa Rica        | 2-1       | Clasificación de Concacaf para el Mundial 2006 |
| 30 | 2 de octubre de 2004    | Fort Lauderdale, Estados Unidos | Jamaica           | 2-2       | Amistoso                                       |
| 31 | 19 de febrero de 2005   | Ciudad de Guatemala, Guatemala  | Belice            | 2-0       | Copa Uncaf 2005                                |
| 32 | 21 de febrero de 2005   | Ciudad de Guatemala, Guatemala  | Nicaragua         | 4-0       | Copa Uncaf 2005                                |
| 33 | 27 de febrero de 2005   | Ciudad de Guatemala, Guatemala  | Panamá            | 3-0       | Copa Uncaf 2005                                |
| 34 | 27 de febrero de 2005   | Ciudad de Guatemala, Guatemala  | Panamá            | 3-0       | Copa Uncaf 2005                                |
| 35 | 1 de octubre de 2005    | Fort Lauderdale, Estados Unidos | Jamaica           | 1-2       | Amistoso                                       |
| -- | ----------------------- | ------------------------------- | ----------------- | --------- | ---------------------------------------------- |

## Récord
- Juan Carlos Plata es el jugador con más temporada jugadas en la liga Guatemala un total de 23 temporada todo con el club  Club Social y Deportivo Municipal (1988 - 2011).

- Juan Carlos Plata es el jugador que más veces ha ganado la liga de Guatemala para total 17 ligas.

- Es el máximo goleador de la historia del fútbol guatemalteco con cuatrocientos once goles.[11]

- Es el jugador que más goles le ha anotado al rival de Municipal, el club Comunicaciones, con 39 goles.[cita requerida]

- Es el único futbolista guatemalteco que logró con un gol suyo sacarle puntos a una selección campeona del mundo en partidos oficiales. (Guatemala 1-1 Brasil. 5 de febrero de 1998).[12]

## Clubes
| Club      | País      | Año       | PJ  | Goles |
| --------- | --------- | --------- | --- | ----- |
| Municipal | Guatemala | 1988-2010 | 511 | 376   |
| Selección | Guatemala | 1996-2010 | 87  | 35    |

## Palmarés

### Torneos nacionales
| Título                    | Club          | País      | Año  |
| ------------------------- | ------------- | --------- | ---- |
| Liga Nacional de Fútbol   | CSD Municipal | Guatemala | 1992 |
| Liga Nacional de Fútbol   | CSD Municipal | Guatemala | 1994 |
| Copa de Guatemala         | CSD Municipal | Guatemala | 1994 |
| Copa Campeón de Campeones | CSD Municipal | Guatemala | 1994 |
| Copa de Guatemala         | CSD Municipal | Guatemala | 1995 |
| Copa Campeón de Campeones | CSD Municipal | Guatemala | 1996 |
| Copa de Guatemala         | CSD Municipal | Guatemala | 1998 |
| Liga Nacional de Fútbol   | CSD Municipal | Guatemala | 2000 |
| Liga Nacional de Fútbol   | CSD Municipal | Guatemala | 2001 |
| Liga Nacional de Fútbol   | CSD Municipal | Guatemala | 2002 |
| Liga Nacional de Fútbol   | CSD Municipal | Guatemala | 2003 |
| Copa de Guatemala         | CSD Municipal | Guatemala | 2003 |
| Liga Nacional de Fútbol   | CSD Municipal | Guatemala | 2004 |
| Copa de Guatemala         | CSD Municipal | Guatemala | 2004 |
| Liga Nacional de Fútbol   | CSD Municipal | Guatemala | 2006 |
| Liga Nacional de Fútbol   | CSD Municipal | Guatemala | 2006 |
| Liga Nacional de Fútbol   | CSD Municipal | Guatemala | 2008 |
| Liga Nacional de Fútbol   | CSD Municipal | Guatemala | 2009 |

### Torneos internacionales
| Título                       | Club          | Sede                | Año  |
| ---------------------------- | ------------- | ------------------- | ---- |
| Copa Interclubes de la UNCAF | CSD Municipal | San José            | 2001 |
| Copa Interclubes de la UNCAF | CSD Municipal | Ciudad de Guatemala | 2004 |

## Filmografía
- Gol de Plata (2022) Productor asociado y cameo.